# Pieśń o Wiklefie
Pieśń o Wiklefie – tekst średniowiecznej pieśni Jędrzeja Gałki z Dobczyna, który wraz z nutowym zapisem melodii przetrwał do naszych czasów. Zachowany zapis nie jest autografem Gałki, ale kopią z około połowy XVI wieku, prawdopodobnie autorstwa protestanckiego teologa Mathiasa Flaciusa zwanego Illyricusem (1520–1575), naniesioną na kartę ochronną piętnastowiecznego kodeksu. Tytułowy Wiklef to John Wycliffe – reformator chrześcijaństwa.

## Okoliczności powstania
Pieśń powstała najprawdopodobniej w maju lub czerwcu 1449 roku w Głogówku, gdzie schronił się Gałka przed procesem inkwizycyjnym. Stamtąd słał listy w obronie siebie oraz idei Wiklefa. Do jednego z listów, którego adresatem był król Kazimierz IV Jagiellończyk, dołączył „pieśń w języku ludowym z niektórymi ustępami dotyczącymi zasad Wiklefa”. Badacze przypuszczają, że była to właśnie Pieśń o Wiklefie. List został skonfiskowany w Krakowie, a dalsze losy Jędrzeja Gałki są historykom nieznane.

## Budowa i treść
Pieśń o Wiklefie składa się z trzech części, z których pierwsza (zwrotki 1-5) przynosi pochwałę Wiklefa oraz wykład podstawowych założeń jego systemu myślowego, druga (zwrotki 6-10) zawiera przedstawienie Kościoła Chrystusowego kościołowi opanowanemu przez Antychrysta-papieża i podporządkowanych mu cesarskich popów (tj. duchownych), trzecia (zwrotki 11-14) ukazuje chrześcijański sposób walki z Antychrystem. Pieśń kończy się modlitewnym zwrotem do Chrystusa, aby raczył dać Kościołowi kapłanów, głoszących ludowi słowa Objawienia.
Utwór skomponowany jest z czternastu strof pięciowersowych, wersy zbudowane są z sześciu lub siedmiu sylab. Dwukrotnie pojawia się przerzutnia, co w tamtym okresie było nietypowym zabiegiem poetyckim. W zwrotkach 1, 2, 5, 9, 10 i 11 dominują monorymy. Melodia została oparta na znanej wówczas w Czechach i w Polsce pieśni antywiklefowskiej o incipicie Omnes attendite, animadvertite (Wszyscy słuchajcie, zważajcie), która z kolei powstała na bazie melodii łacińskiej pieśni bożonarodzeniowej: Imber nunc coelitus (Teraz deszcz z nieba). Styl utworu jest zwięzły, dosadny, jasny i konkretny. Występują apostrofy, przeciwstawianie sobie prawdy i kłamstwa, wyliczenia i cytaty. Metafory mają alegoryczny charakter.